# Robin Van Calster
Robin Van Calster (Ramsel, 18 maart 2003) is een Belgische ijshockeyspeler. Van Calster spendeerde zijn jeugdjaren bij Olympia Heist-op-den-berg en Golden Sharks Mechelen (destijds Cold Play Leest). Op zijn tiende maakte hij de overstap naar Duitsland als jeugdspeler van Kölner EC. In 2020 tekende Van Calster zijn eerste profcontract bij achtvoudig landskampioen Kölner Haie.